# Ferdinand Claiborne Latrobe
Ne doit pas être confondu avec Ferdinand Claiborne.
Ferdinand Claiborne Latrobe (14 octobre 1833, Baltimore – 13 juin 1911), est un homme politique américain.

## Biographie

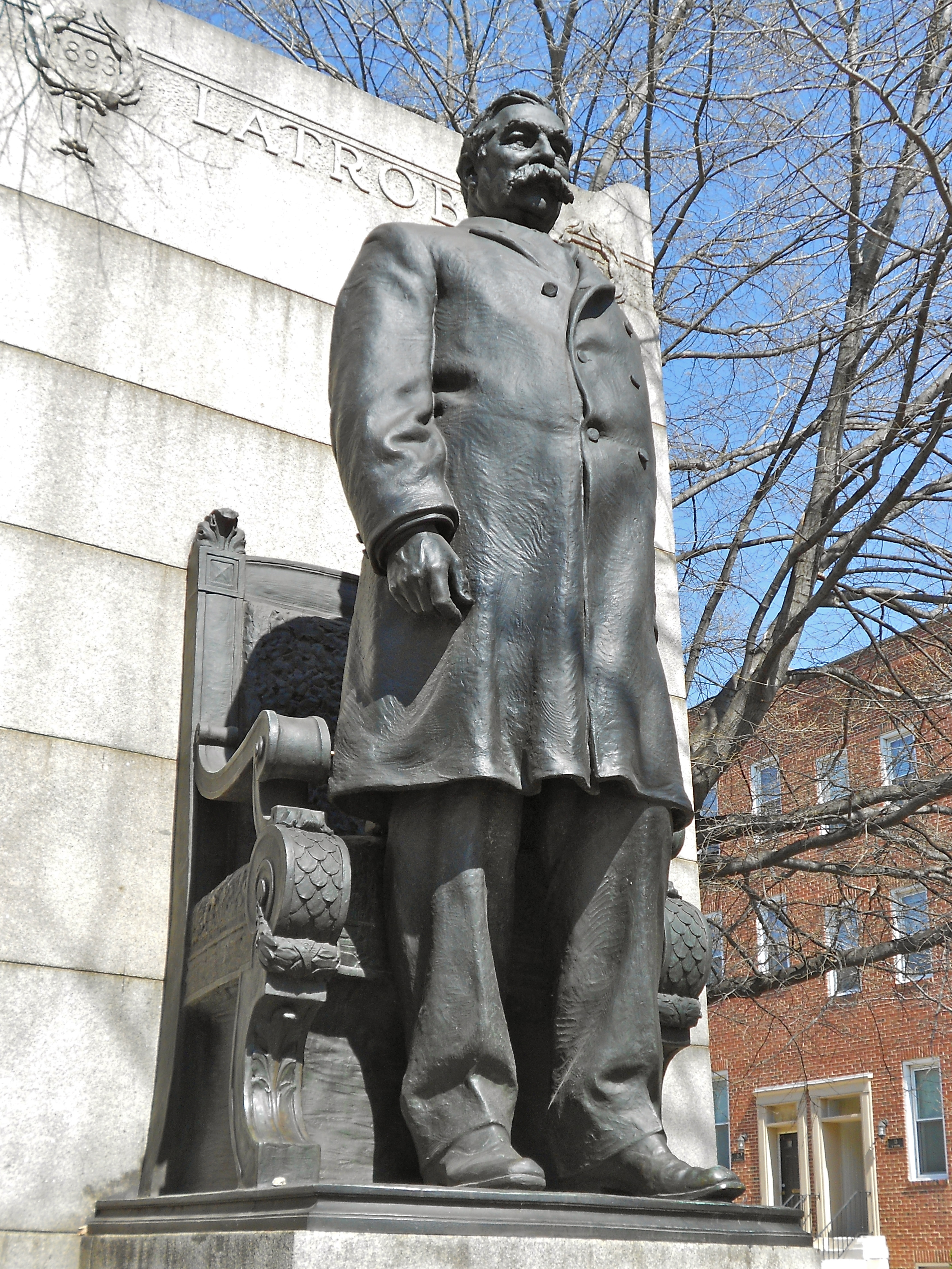
Statut de Latrobe (Baltimore).

Fils de John H.B. Latrobe et de Virginia Charlotte Clairborne, et petit-fils de Benjamin Henry Latrobe, il est, par sa mère, le petit-fils du général Ferdinand Claiborne et le petit-neveu du gouverneur William C. C. Claiborne.
Il a suivi ses études à St. James School. Après avoir été commis dans une maison de commerce à Baltimore et conseiller de Baltimore and Ohio Railroad en 1858, Latrobe a étudié le droit avec son père, et a été admis au barreau du Maryland en 1860. En 1860, il a également été nommé juge-avocat général par le gouverneur Thomas Holliday Hicks, et a contribué à la réorganisation de la milice du Maryland en vertu de la Loi de 1868, dont il était l'auteur.
Il a été élu à la Chambre des délégués du Maryland en 1867, siège qu'il occupe jusqu'en 1872, et a été Speaker of the House (en) en 1870 et en 1901. Tout en siégeant à la Chambre, il a occupé le poste de président du Comité des voies et moyens.
En 1875, il est élu maire de Baltimore et est successivement réélu jusqu'en 1895. Au cours d'un de ses mandats, un tunnel de sept miles a été construit pour diriger l'eau de la rivière Gunpowder à Baltimore.
Il épousa la fille de Thomas Swann.